# 邦纳·費勒斯

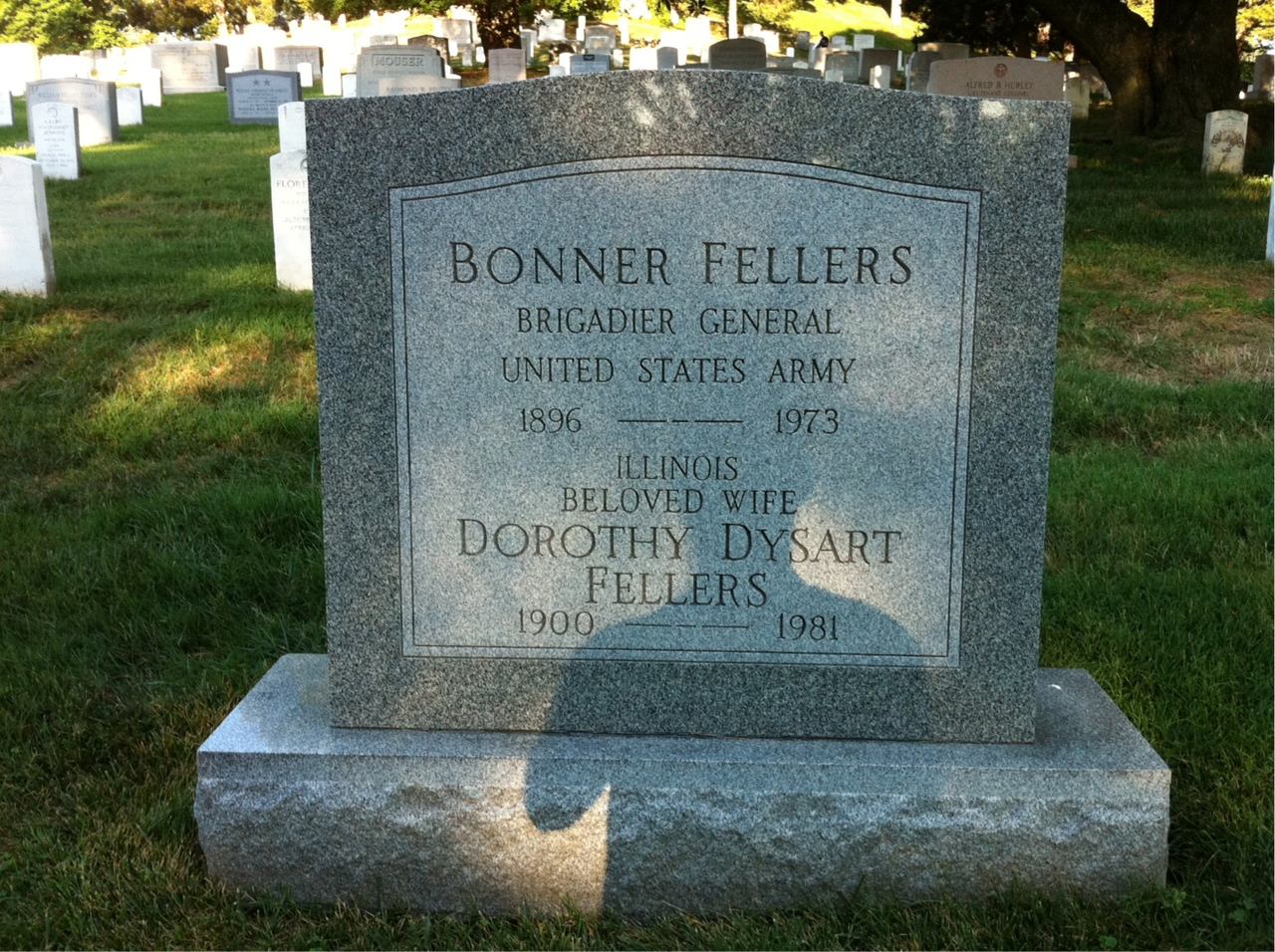
費勒斯將軍位於阿灵顿国家公墓的坟墓

邦纳·弗兰克·费勒斯（英語：Bonner Frank Fellers，1896年2月7日—1973年10月7日），美国陆军准將，在第第二次世界大战间曾担任美國駐埃及大使館武官和战略情报局心理战處長。於同盟國軍事佔領日本期間擔任駐日盟軍總司令道格拉斯·麦克阿瑟的軍政秘書，也是美國對日政策的關鍵人物之一，电影就是根据其经历所改编。